# کژدم دم‌کلفت شمال آفریقا
کژدم دم‌کلفت شمال آفریقا (انگلیسی: North african fat tailed scorpion) از خانواده کژدم‌های دم‌کلفت است و بومی آفریقای شمالی و به ویژه صحرای بزرگ آفریقا است که احتمالاً توسط انسان به خاورمیانه منتقل شده‌است و با شرایط اقلیمی این منطقه سازگار یافته‌است. پراکندگی جهانی این عقرب در شمال آفریقا، الجزایر، لیبی، مصر، تونس، موریتانی، سومالی و در خاورمیانه ایران، عراق، عربستان سعودی، افغانستان، هند و پاکستان است. در خاورمیانه به ندرت یافت می‌شود. از نظر ابعاد یک عقرب متوسط است. عقرب بالغ تا ۱۰ سانتی‌متر رشد می‌کند و دارای دمی بسیار پهن و قدرتمند است. در مناطق خشک استپی و ماسه زارها، کوهستان‌های خشک و فلات‌های مرتفع زندگی می‌کند.